# Partido di Exaltación de la Cruz
Il partido di Exaltación de la Cruz è un dipartimento (partido) dell'Argentina facente parte della Provincia di Buenos Aires. Il capoluogo è Capilla del Señor.